# Rayan Yaslam
Rayan Yaslam (tiếng Ả Rập: ريان يسلم) (sinh ngày 23 tháng 11 năm 1994) là một cầu thủ bóng đá Các Tiểu vương quốc Ả Rập Thống nhất. Hiện tại anh thi đấu cho Al Ain.